# Pięciornik siedmiolistkowy

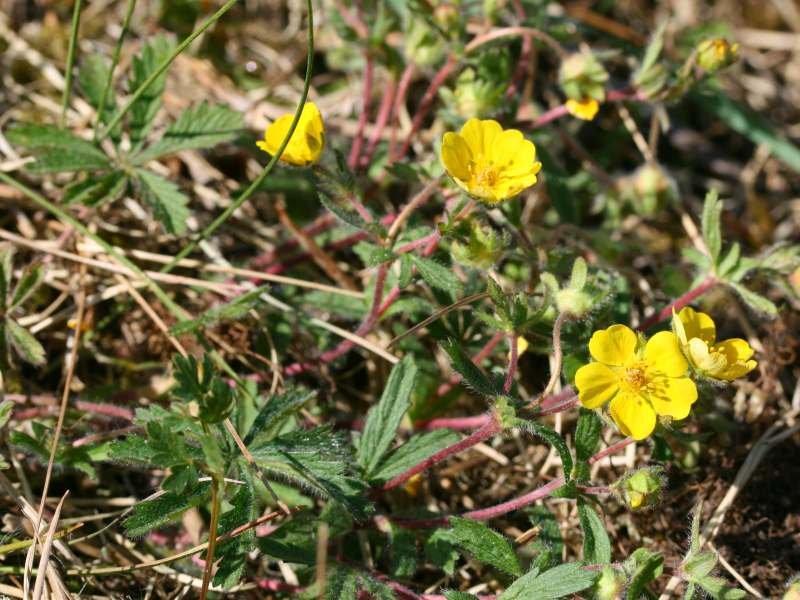
Czerwono nabiegłe, niekorzeniące się w węzłach i pokryte prostymi włoskami pędy pięciornika siedmiolistkowego

Pięciornik siedmiolistkowy (Potentilla heptaphylla L.) – gatunek rośliny z rodziny różowatych (Rosaceae). Rośnie głównie w Europie Środkowej. W Polsce dość rozpowszechniony w znacznej części kraju, rzadki w centrum, na północnym wschodzie i w Karpatach. 

## Zasięg geograficzny
Zwarty zasięg gatunku obejmuje Europę Środkową na wschód od Francji po wschodnią Polskę i Ukrainę, w rozproszeniu gatunek rośnie także w Krajach bałtyckich, w środkowej i południowej europejskiej części Rosji. Na północy sięga po Skanię i Danię, na południu po góry na Półwyspie Bałkańskim i Apenińskim. Nieliczne stanowiska ma także w Azji Mniejszej.
W Polsce rośnie głównie na północnym zachodzie, poza tym też na ogół rozpowszechniony z wyjątkiem Karpat i pogórza oraz województw: łódzkiego, mazowieckiego i podlaskiego, gdzie jest rzadki.

## Morfologia
PokrójRoślina zielna z silnym i rozgałęzionym kłączem, z którego wyrastają liczne pędy kwiatonośne podnoszące się i rozesłane, ale nie korzeniące w węzłach. U nasady pędów różyczka liści odziomkowych oraz szczątki przylistków i starszych pędów. Pędy są rozgałęzione, do 10–20 cm długie, często czerwono lub fioletowo nabiegłe, pokryte prostymi, długimi włoskami odstającymi, poza tym także miękkimi, krótszymi i czasem także z czerwonymi włoskami gruczołowymi.
LiścieOdziomkowe – wyrastające z kłącza, są długoogonkowe, dłoniasto podzielone, 7-listkowe (rzadziej 9- i 5-listkowe). U nasady z trwałymi, błoniastymi przylistkami kształtu jajowatego do lancetowatego. Listki są siedzące, czasem tylko środkowe (największe) bywają krótkoogonkowe. U nasady klinowato się zwężają, poza tym są jajowate, z 4–6 ząbkami po każdej stronie (ząbki różne – od wąskolancetowatych do trójkątnych). Listki z obu stron pokryte są długimi, prostymi i miękkimi włoskami.
Wzdłuż skąpo ulistnionych pędów kwiatonośnych wyrastają mniejsze liście łodygowe, o krótkich ogonkach lub siedzące. Ich listki są drobno tylko ząbkowane. Przylistki zielone, jajowate, zaostrzone, całobrzegie.
KwiatyWyrastają na cienkich szypułkach po przekwitnieniu odginających się wznoszących. Osiągają 8–15 mm średnicy. Zewnętrzne działki kieliszka węższe od działek kielicha, przy czym oba okółki odstająco owłosione i zwykle czerwono nabiegłe. Płatki korony intensywnie żółte lub jasnożółte. Szyjki słupków lejkowate i gładkie.
OwoceDrobne, jajowate i pomarszczone niełupki.
Gatunki podobneBardzo podobny jest pięciornik wiosenny Potentilla neumanniana. Wobec dużej zmienności tych roślin za jedyne pewne cechy różniące uznawane są korzeniące się pędy kwiatonośne u pięciornika wiosennego i węższe (równowąskie) przylistki liści odziomkowych tego gatunku. W odróżnieniu od innych, podobnych nieco pięciorników kłączowych o niskich pędach kwiatonośnych, pięciornik siedmiolistkowy nie posiada na liściach włosków gwiazdkowatych lub kędzierzawo poskręcanych.

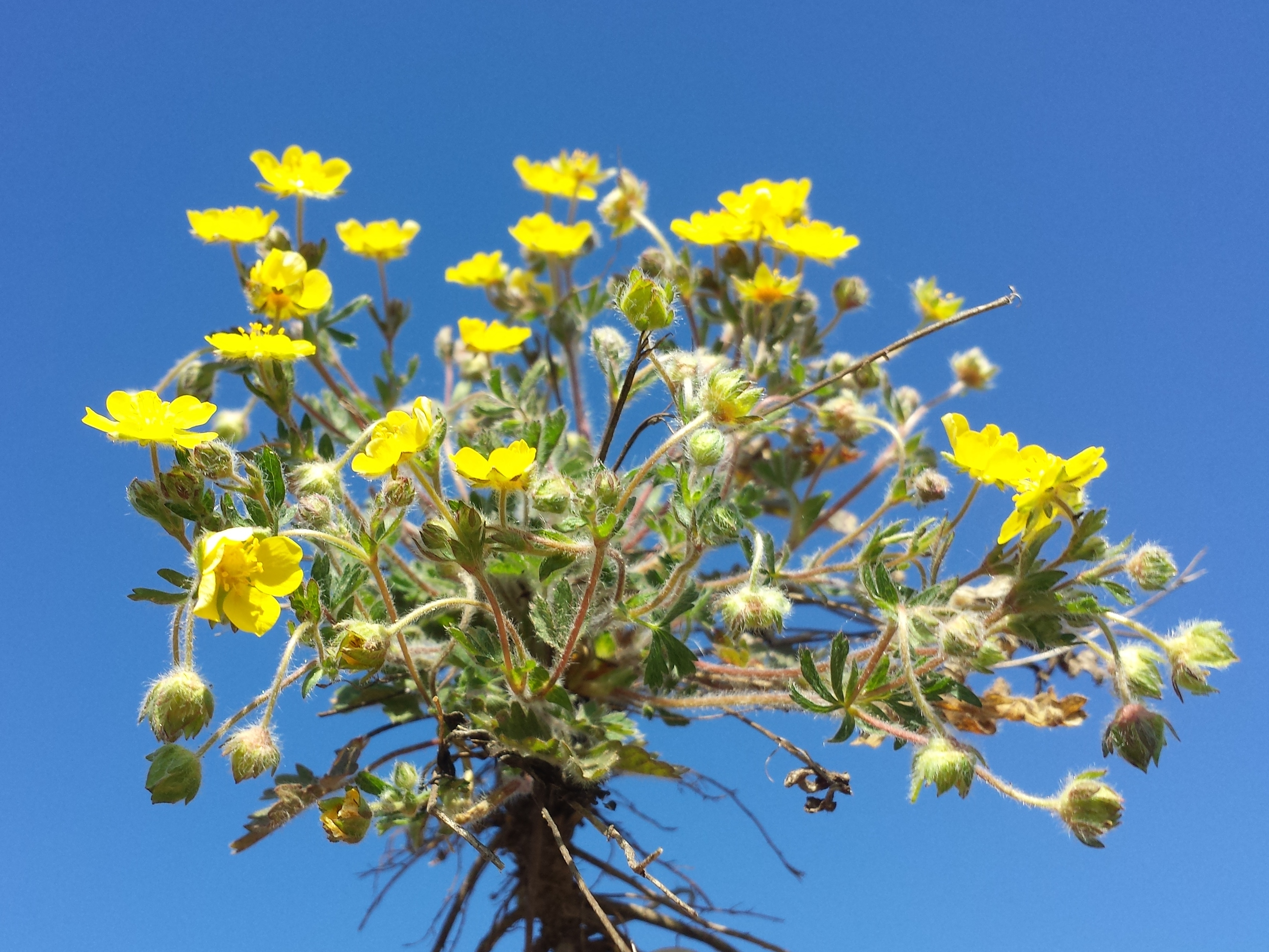
Pokrój rośliny kwitnącej
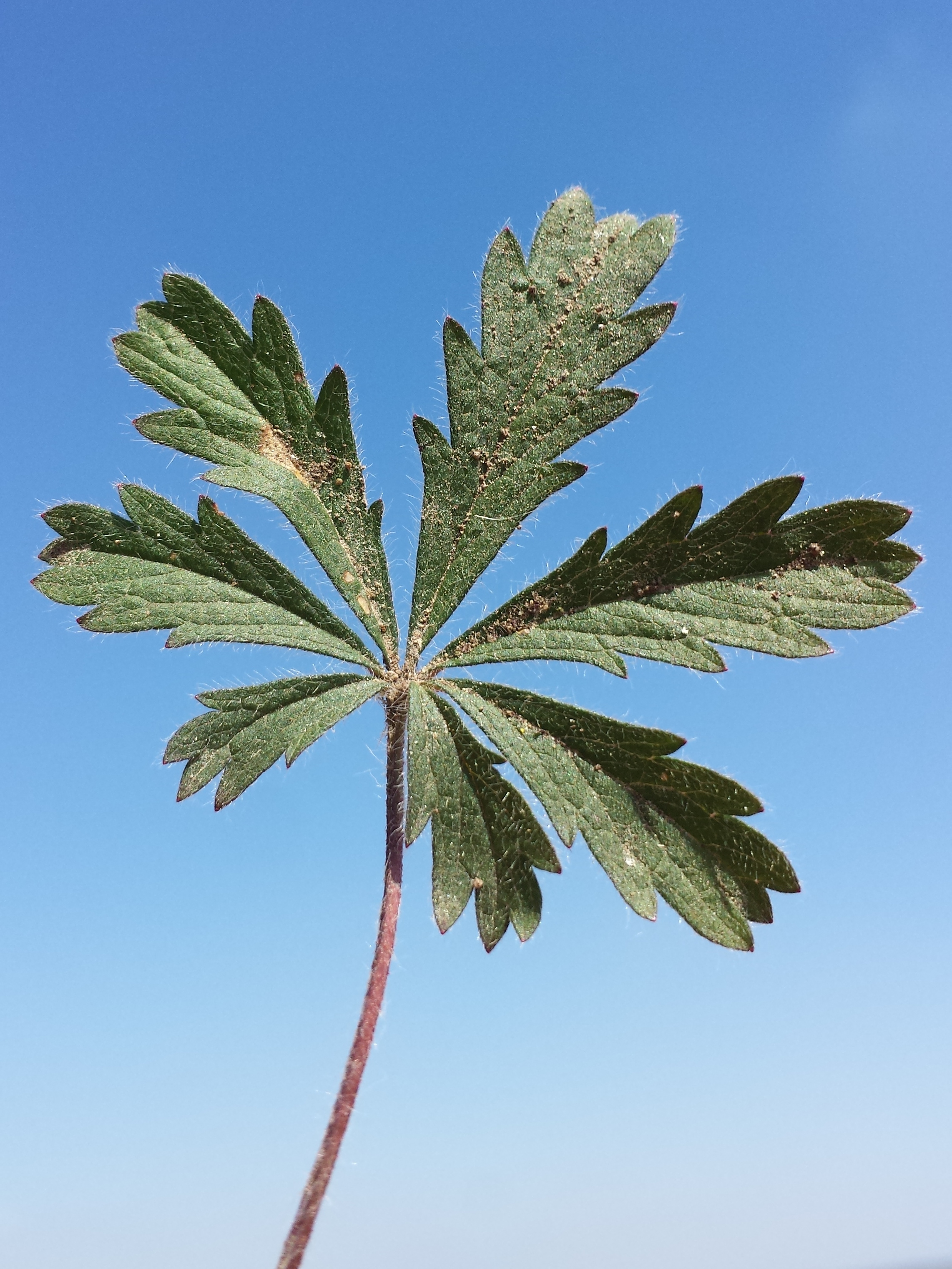
Liść
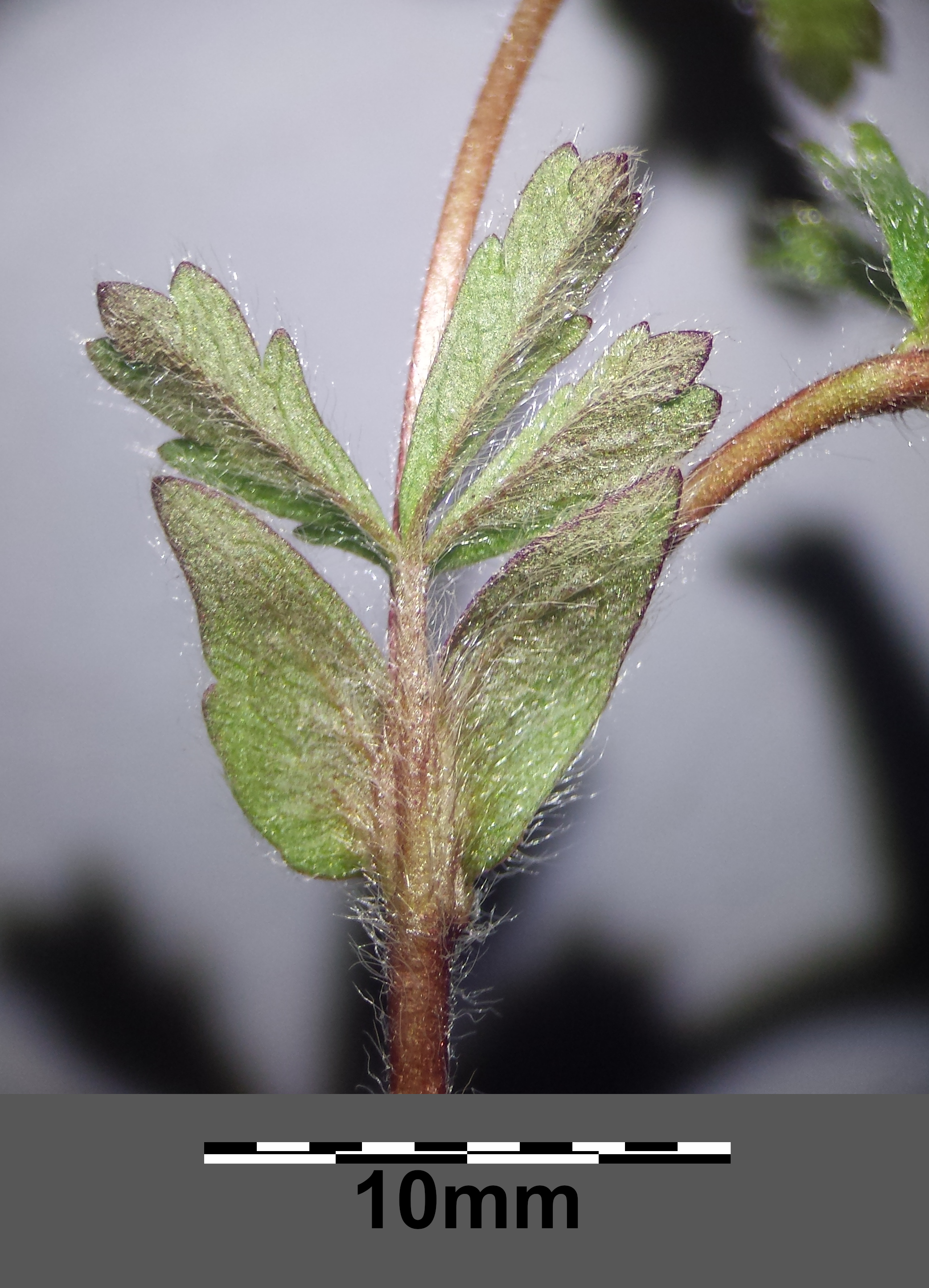
Jajowate przylistki
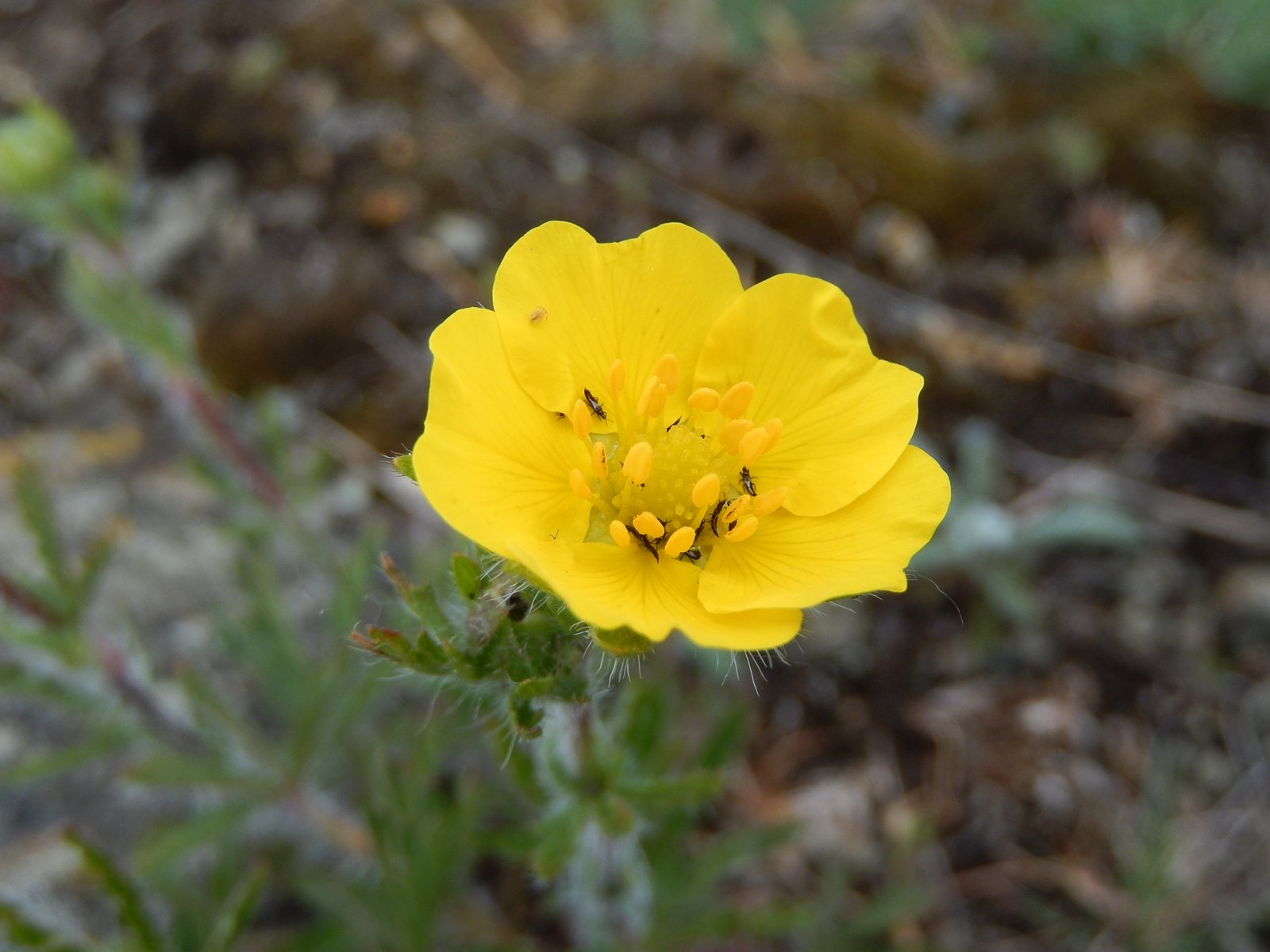
Kwiat

## Biologia i ekologia
Bylina, hemikryptofit. Kwitnie od kwietnia do czerwca. Liczba chromosomów: 2n = 14 (28–43). 
Siedlisko: Rośnie w miejscach widnych i suchych, czasem też skalistych – w murawach, na skrajach borów i zarośli. W Polsce rośnie głównie na niżu, w górach rzadko (sięga do ok. 1564 m n.p.m. w Tatrach).

## Zmienność i mieszańce
Gatunek jest bardzo zmienny, ale nie wyróżnia się w jego obrębie podgatunków. Zmienność wynika z dużej plastyczności roślin, czasem istotnie zmieniających wygląd w ciągu jednego sezonu wegetacyjnego. Rośliny ogruczolone opisano jako formę glandulosa Th. Wolf.
Gatunek tworzy mieszańce z pięciornikiem wiosennym P. neumanniana (P. ×aurulenta Gremli ≡ P. ×matzialekii auct.), omszonym P. pusilla i piaskowym P. arenaria.